# ناتاشا کراسمانویچ
ناتاشا کراسمانویچ (به صربی:  Наташа Крсмановић) (زاده ۱۹ ژوئن ۱۹۸۵ در اوژیتسه) بازیکن تیم ملی والیبال زنان صربستان است.